# Le Thou
Le Thou és un municipi francès situat al departament del Charente Marítim i a la regió de la Nova Aquitània. L'any 2007 tenia 1.369 habitants.

## Demografia

### Població
El 2007 la població de fet de Le Thou era de 1.369 persones. Hi havia 476 famílies de les quals 72 eren unipersonals (32 homes vivint sols i 40 dones vivint soles), 158 parelles sense fills, 214 parelles amb fills i 32 famílies monoparentals amb fills.
La població ha evolucionat segons el següent gràfic:
Habitants censats

### Habitatges
El 2007 hi havia 543 habitatges, 479 eren l'habitatge principal de la família, 27 eren segones residències i 37 estaven desocupats. 525 eren cases i 9 eren apartaments. Dels 479 habitatges principals, 383 estaven ocupats pels seus propietaris, 82 estaven llogats i ocupats pels llogaters i 14 estaven cedits a títol gratuït; 1 tenia una cambra, 14 en tenien dues, 64 en tenien tres, 148 en tenien quatre i 253 en tenien cinc o més. 385 habitatges disposaven pel capbaix d'una plaça de pàrquing. A 187 habitatges hi havia un automòbil i a 272 n'hi havia dos o més.

### Piràmide de població
La piràmide de població per edats i sexe el 2009 era:
| Homes | Edats   | Dones |
| ----- | ------- | ----- |
| 0     | 95 o +  | 0     |
| 2     | 90 a 94 | 0     |
| 5     | 85 a 89 | 10    |
| 1     | 80 a 84 | 2     |
| 5     | 75 a 79 | 12    |
| 20    | 70 a 74 | 15    |
| 19    | 65 a 69 | 18    |
| 34    | 60 a 64 | 24    |
| 15    | 55 a 59 | 19    |
| 31    | 50 a 54 | 21    |
| 62    | 45 a 49 | 46    |
| 68    | 40 a 44 | 64    |
| 40    | 35 a 39 | 51    |
| 28    | 30 a 34 | 32    |
| 58    | 25 a 29 | 38    |
| 23    | 20 a 24 | 44    |
| 55    | 15 a 19 | 48    |
| 59    | 10 a 14 | 50    |
| 45    | 5 a 9   | 43    |
| 32    | 0 a 4   | 32    |

## Economia
El 2007 la població en edat de treballar era de 931 persones, 684 eren actives i 247 eren inactives. De les 684 persones actives 628 estaven ocupades (345 homes i 283 dones) i 56 estaven aturades (24 homes i 32 dones). De les 247 persones inactives 57 estaven jubilades, 70 estaven estudiant i 120 estaven classificades com a «altres inactius».

### Ingressos
El 2009 a Le Thou hi havia 547 unitats fiscals que integraven 1.502 persones, la mediana anual d'ingressos fiscals per persona era de 16.380 €.

### Activitats econòmiques
Dels 59 establiments que hi havia el 2007, 1 era d'una empresa de fabricació d'elements pel transport, 5 d'empreses de fabricació d'altres productes industrials, 23 d'empreses de construcció, 8 d'empreses de comerç i reparació d'automòbils, 4 d'empreses de transport, 1 d'una empresa d'hostatgeria i restauració, 1 d'una empresa d'informació i comunicació, 2 d'empreses immobiliàries, 7 d'empreses de serveis, 4 d'entitats de l'administració pública i 3 d'empreses classificades com a «altres activitats de serveis».
Dels 23 establiments de servei als particulars que hi havia el 2009, 3 eren tallers de reparació d'automòbils i de material agrícola, 3 paletes, 1 guixaire pintor, 4 fusteries, 3 lampisteries, 4 electricistes, 3 perruqueries, 1 restaurant i 1 agència immobiliària.
L'únic establiment comercial que hi havia el 2009 era una botiga de menys de 120 m².
L'any 2000 a Le Thou hi havia 19 explotacions agrícoles que ocupaven un total de 1.288 hectàrees.

## Equipaments sanitaris i escolars
El 2009 hi havia 1 escola maternal i 1 escola elemental.

## Poblacions més properes
El següent diagrama mostra les poblacions més properes.